# Kafr Ra'i
Kafr Ra'i' (àrab: كفر راعي, Kafr Rāʿī; hebreu: כפר ראעי‎) és un municipi palestí de la governació de Jenin, a Cisjordània, al nord de la vall del Jordà, 18 kilòmetres al sud-oest de Jenin. Segons el cens de l'Oficina Central Palestina d'Estadístiques (PCBS), Kafr Ra'i' tenia 7.364 habitants en 2007.

## Etimologia
Kafr Ra'i vol dir ‘vila del pastor’ en àrab.

## Història

### Època otomana
El poble va ser incorporat a l'Imperi Otomà amb la resta de Palestina en 1517. En el registre d'impostos otomà de 1596 va aparèixer sota el nom de Kafr Ra 'i, situat a la nàhiya de Qaqun, al sanjak de Nablus. Tenia una població de 35 famílies, totes musulmanes. Pagaven un impost de taxa fixa del 33,3% pels productes agrícoles, com blat, ordi, cultius d'estiu, les oliveres, les cabres i els ruscs, a més dels ingressos ocasionals i una premsa d'oli d'oliva o raïm; un total de 7914 akçe.
En 1870 Victor Guérin la va registrà com a vila situada en un turó al nord-nord-est de Rama. En 1882 el Survey of Western Palestine del Fons per a l'Exploració de Palestina va descriure Kafr Ra'i com «un poble gran en un terreny elevat, amb oliveres al sud i dos pous.»

### Mandat britànic
Les forces britàniques ocuparen Palestina, inclosa Kafr Ra'i, el 1917, durant la Primera Guerra Mundial, i posteriorment va establir el Mandat Britànic de Palestina. Al cens britànic de 1922, Kafr Ra'i tenia 1.088 musulmans. La població va créixer a 1,470, tots ells musulmans, que vivien en 334 cases, al cens de 1931.
En el cens de 1945, la població era de 2,150 habitants, tots musulmans, amb 35,868 dúnams de terra, segons una enquesta oficial de terra i població. De la terra de la vila 3,254 dúnams eren usats com a plantació i terra de rec, 6,254 dúnams per cereals, mentre que 36 dúnams eren sòl edificat.

### Època moderna
Després de la de la Guerra araboisraeliana de 1948, i després dels acords d'Armistici de 1949, Jaba' va restar en mans de Jordània. Després de la Guerra dels Sis Dies el 1967, ha estat sota ocupació israeliana. El 2 de febrer de 1989, durant la Primera Intifada, els soldats israelians s'havien enfrontat amb els palestins al poble proper de Fahma i quan quatre adolescents de Kafr Ra'i s'acostaven al poble, els soldats israelians van accelerar i van disparar cap al seu vehicle. Mentre els nois van fugir, un d'ells, de 14 anys, Salameh Tahsin Sobeih, va rebre un tret i va caure a terra. Els testimonis van informar que una desena de soldats van procedir a expulsar Salameh i arrossegar-lo al seu vehicle. Un metge palestí va demanar veure Salameh, però li fou negat. Els membres del consell del llogaret de Kafr Ra'i van trobar el cos de Salameh amb tres ferides de bala i contusions, la boca plena de sang i el nas trencat, a la caserna militar local, on els soldats van dir que estava sent interrogat. El funeral per Salameh es va dur a terme l'endemà a Kafr Ra'i, amb assistents procedents d'Arraba i Fahma.

## Demografia
En el cens de la Oficina Central Palestina d'Estadístiques (PCBS) de 1997 Kafr Ra'i tenia 5,824 habitants. Els refugiats palestins representaven el 27.6% dels habitants. En cens de l'OCPE de 2007, la població va créixer a 7,364, que vivien en 1,395 llars cadascuna de les quals contenia una mitjana d'entre cinc i sis membres. Per gènere el 49.7% eren dones i el 50.3% eren homes.